# Enslaved
Gli Enslaved sono un gruppo musicale progressive black metal norvegese fondato nel 1991.
Il loro genere è spesso inquadrato nel black/viking metal ma questo vale specialmente per quanto riguarda i primi album, difatti gli ultimi lavori della band hanno evidenziato una sempre più crescente componente progressive.

## Storia

### Primi anni

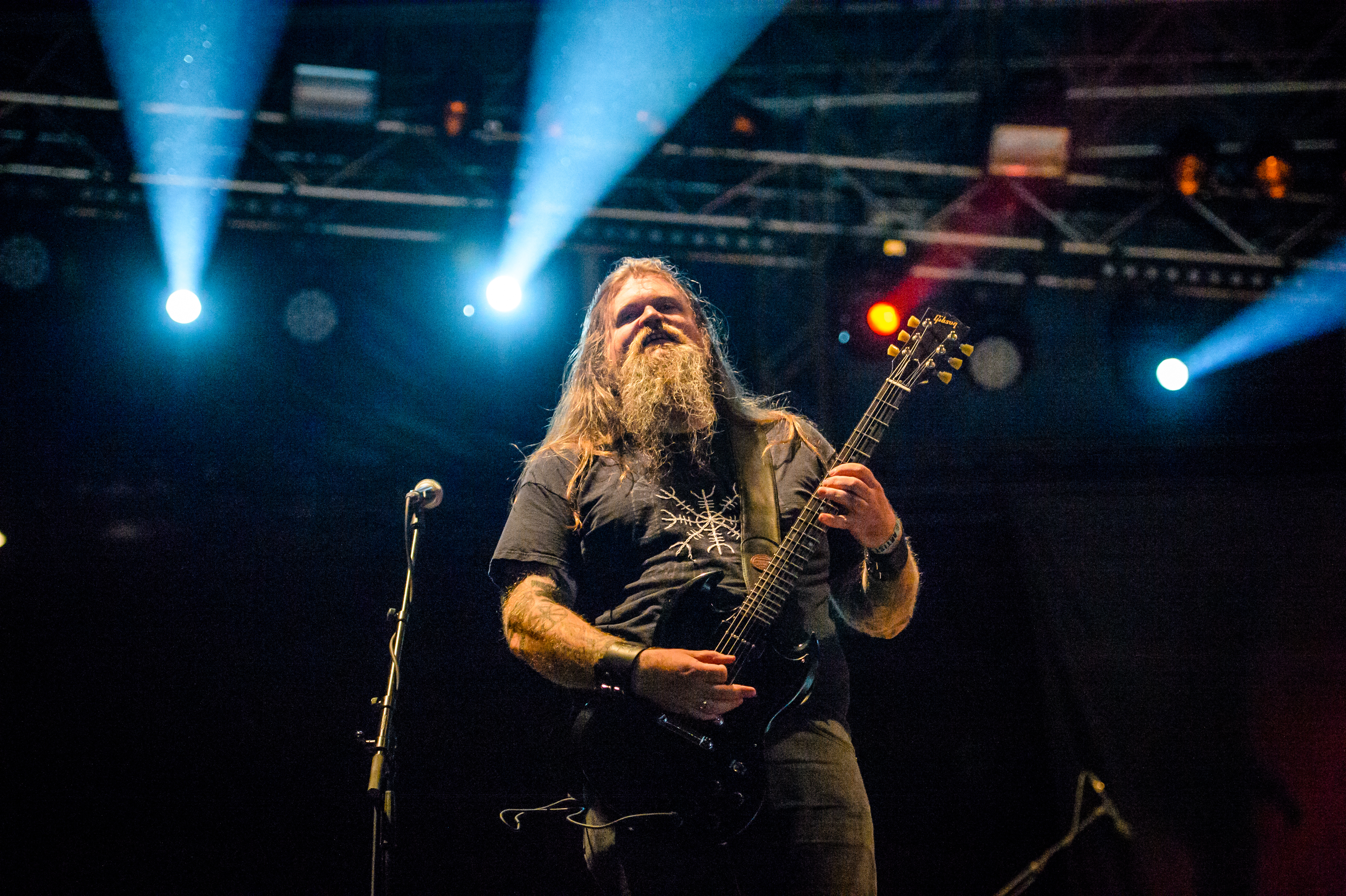
Ivar Bjørnson

Si formano nel maggio 1991 ad opera di Ivar Bjørnson e Grutle Kjellson, all'età rispettivamente di 13 e 17 anni. Entrambi arrivano dall'esperienza nel gruppo death metal Phobia, abbandonato alla ricerca di nuove fonti di ispirazione ed espressione. Gli Enslaved aggiungono al sound black metal norvegese strumenti inusuali per il genere.
Nonostante la band ora canti in inglese, le loro prime canzoni erano cantate in islandese o in norreno antico, e una canzone del primo album era cantata in norvegese antico. La maggior parte dei testi sono collegati alla mitologia norrena.
Il nome del gruppo si ispira al titolo di una canzone demo degli Immortal, Enslaved in Rot.

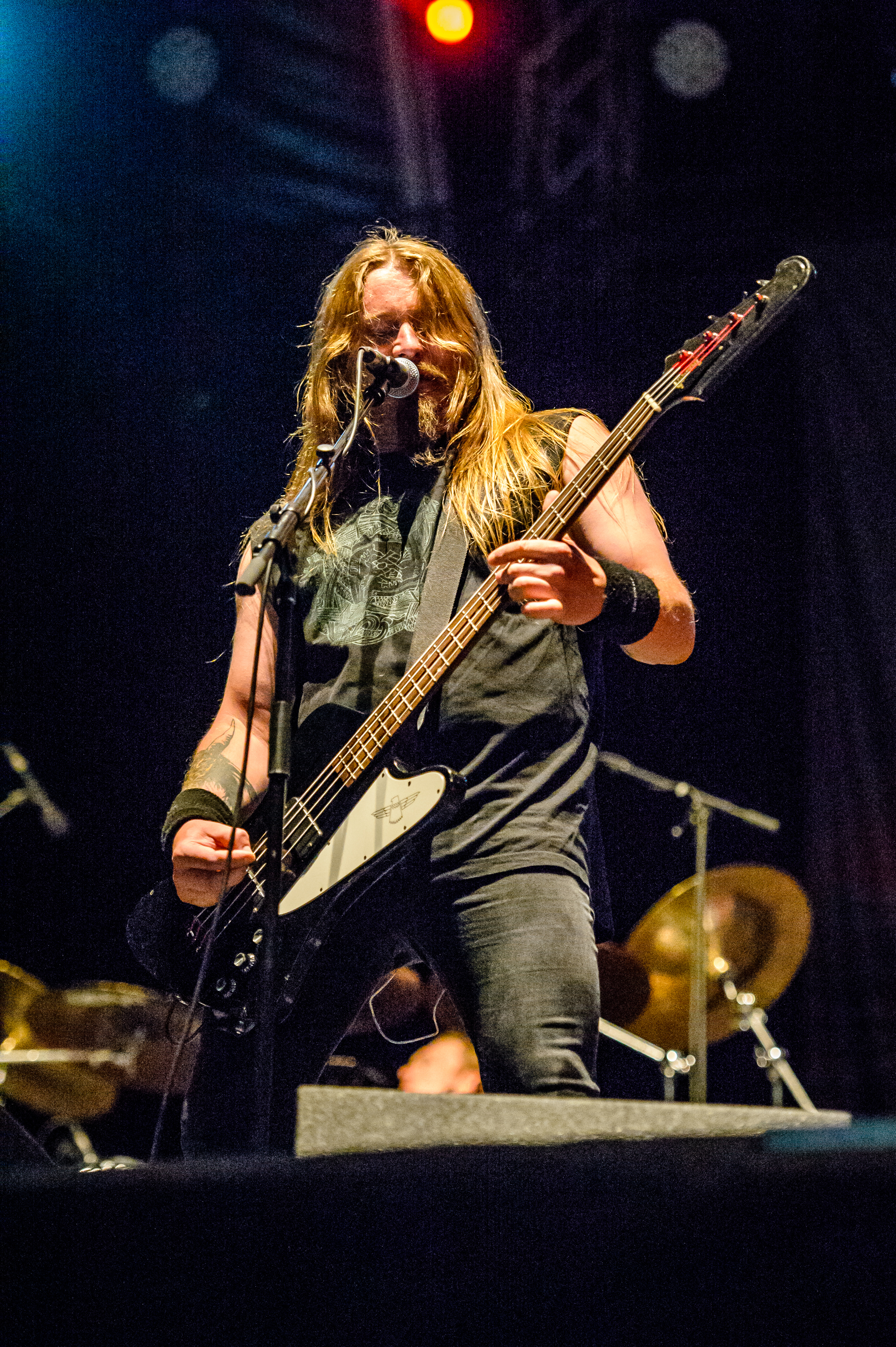
Grutle Kjellson

Il primo vero album, Frost, è una pietra miliare nel panorama black e viking metal norvegese. A livello musicale il disco è crudo, freddo, spietato, con però componenti epiche, primitive, poetiche, che creano un fedele affresco delle regioni più remote della loro terra, senza virtuosismi né tecnicismi, senza grandi produzioni. Sulla stessa stregua anche altri gruppi, come i Borknagar con l'omonimo primo album, gli Ulver con Bergtatt e Nattens Madrigal, gli In the Woods... con Heart of the Ages.

### Eld
L'album Eld ha segnato l'inizio di uno stile più progressivo, con testi in norvegese che narrano di gesta vichinghe e mitologia scandinava.
Fedeli ed orgogliosi delle loro radici vichinghe, i membri della band rinunciano al classico nome da battaglia tipico dei gruppi black metal per adottare cognomi islandesi (con il suffisso "son") come gli antichi vichinghi, rifiutando il suffisso "sen", molto diffuso in Norvegia, importato dai colonizzatori danesi.

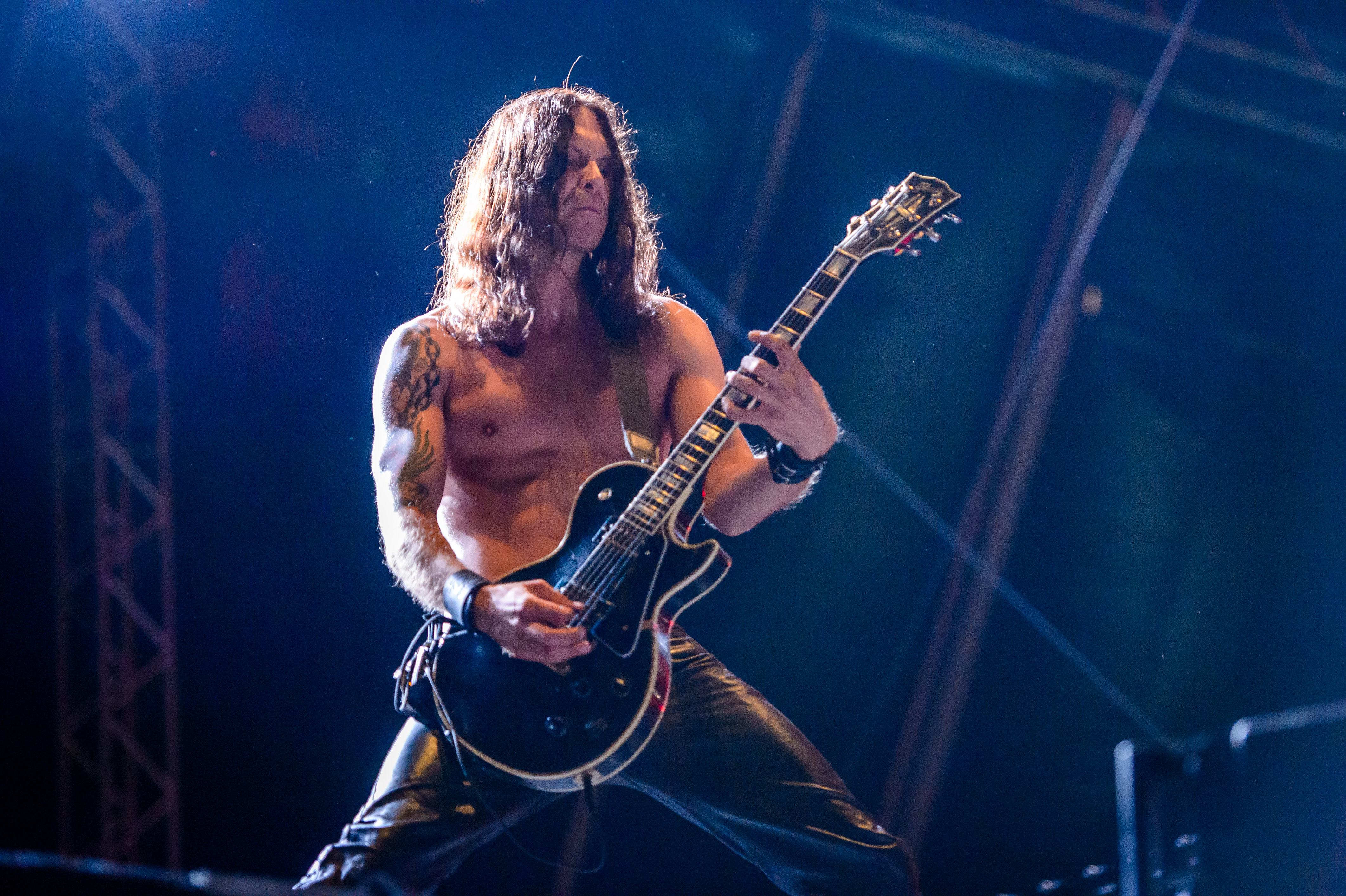
Arve Isdal

### Blodhemn
Il successivo album Blodhemn vede il gruppo rafforzare la propria formazione con l'arrivo del secondo chitarrista Roy Kronheim e soprattutto del batterista Dirge Rep proveniente dai conterranei Gehenna. Il suono si irrobustisce ulteriormente, anche grazie ad una più curata produzione sonora.
I successivi album vedranno il gruppo avventurarsi verso lidi sempre più sperimentali, arricchendo il classico granitico sound con atmosfere tipicamente rock progressivo anni settanta, specialmente a partire da Mardraum del 2000.

## Formazione

### Formazione attuale
- Ivar Bjørnson – chitarra, tastiere (1991-presente)
- Grutle Kjellson – basso, voce (1991-presente)
- Arve Isdal (Ice Dale) – chitarra (2002-presente)
- Hakon Vinje – tastiere, voce (2017-presente)
- Iver Sandøy – batteria (2018-presente)

### Ex componenti

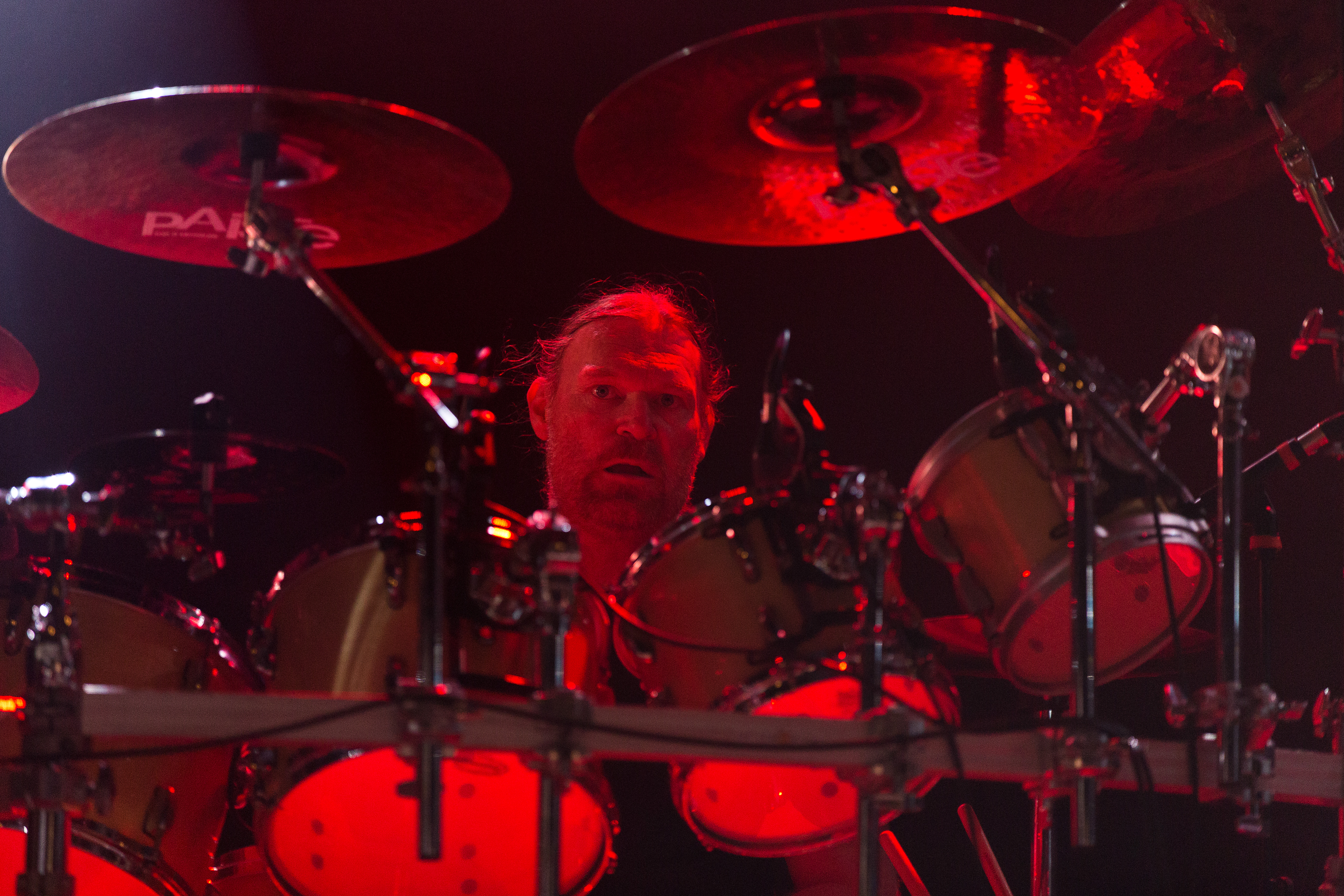
Cato Bekkevold

- Trym Torson – batteria (1991-1995)
- Harald Helgeson – batteria (1995-1997)
- Roy Kronheim – chitarra (1997-2002)
- Per Husebø (alias Dirge Rep) – batteria (1997-2002)
- Freddy Bolsø – batteria (2003)
- Cato Bekkevold – batteria (2003-2018)
- Herbrand Larsen – tastiere, voce (2004-2016)

### Ex-Turnisti
- Øyvind Madsen – tastiere (2003)

## Discografia

### Album in studio
- 1994 - Vikingligr Veldi
- 1994 - Frost
- 1997 - Eld
- 1998 - Blodhemn
- 2000 - Mardraum - Beyond the Within
- 2001 - Monumension
- 2003 - Below the Lights
- 2004 - Isa
- 2006 - Ruun
- 2008 - Vertebrae
- 2010 - Axioma Ethica Odini
- 2012 - RIITIIR
- 2015 - In Times
- 2017 - E
- 2020 - Utgard
- 2023 - Heimdal

### Album dal vivo
- 2009 - Live at the Rock Hard Festival
- 2017 - Roadburn Live

### EP
- 1993 - Hordanes Land
- 2011 - The Sleeping Gods
- 2011 - Thorn

### Split
- 1993 - Emperor/Hordanes Land (con gli Emperor)
- 1995 - The Forest Is My Throne/Yggdrasil (con i Satyricon)
- 2015 - Shining on the Enslaved (con gli Shining)
- 2017 - Live in Plovdiv (con gli Opeth)

### Compilation
- 2004 - Vikingligr Veldi / Hordanes Land
- 2016 - The Sleeping Gods - Thorn

### Box-Set
- 2009 - The Wooden Box (LP)
- 2020 - Army of the North Star (MC)

### Singoli
- 2011 - The Watcher (Live)
- 2017 - Storm Son

### Demo
- 1991 - Nema
- 1992 - Yggdrasill
- 1994 - Promo '94

## Videografia
- 2003 -  Live Retaliation
- 2005 - Return to Yggdrasill